# Кобзев, Анатолий Михайлович
Анатолий Михайлович Кобзев (1923—1944) — Гвардии младший лейтенант Рабоче-крестьянской Красной Армии, участник Великой Отечественной войны, Герой Советского Союза (1945).

## Биография
Анатолий Кобзев родился 20 марта 1923 года в Туле. После окончания девяти классов школы работал чертёжников в конструкторском бюро.
В 1941 году Кобзев был призван на службу в Рабоче-крестьянскую Красную Армию.
В 1942 году он окончил Одесскую военную авиационную школу пилотов. С июля 1943 года — на фронтах Великой Отечественной войны.
К декабрю 1944 года гвардии младший лейтенант Анатолий Кобзев командовал звеном 140-го гвардейского штурмового авиаполка 8-й гвардейской штурмовой авиадивизии 2-й воздушной армии 1-го Украинского фронта. За время своего участия в боях он совершил 120 боевых вылетов на штурмовку скоплений боевой техники и живой силы противника, уничтожив в общей сложности 13 танков и бронетранспортёров, 37 автомашин, 23 повозки, 3 артиллерийских и 2 зенитных батареи, 5 складов.
9 декабря 1944 года под польским городом Пшедбуж Кобзев был сбит и погиб.
Похоронен на воинском кладбище в населённом пункте Лубийце Тарнобжегского воеводства Польши.

## Награды
Указом Президиума Верховного Совета СССР от 27 июня 1945 года гвардии младший лейтенант Анатолий Кобзев посмертно был удостоен высокого звания Героя Советского Союза. Также был награждён орденом Ленина, двумя орденами Красного Знамени, орденом Красной Звезды.

## Память
В честь Кобзева 5 мая 1965 года была названа улица в Октябрьском посёлке (Тула).